# Canal du centre (Belgien)
Canal du centre är en kanal i Hainaut i Belgien, som förbinder den konstgjorda sjön Grand Large nära Nimy med Brussels-Charleoikanalen nära Seneffe. Genom andra kanaler förbinds vattenvägen mellan Meuse och Schelt. Kanalen har en längd på 20,9 km. De fyra slussarna i den äldre delen av kanalen och omgivningarna sattes 1998 upp på Unescos världsarvslista.

## Vattenleden
Kanalen börjar i väster i Mons och går genom städerna Nimy, Obour, Ville-sur-Haine och Thieu. Denna del är 15 km lång och har en stigning på 23,26 meter. Kanalen genomför denna höjdförändring genom sex slussar. Det finns fem slussar med en stigning om 4,2 meter och en sista sluss med en stigning på 2,26 meter i Thieu.
Nästa avsnitt på den ursprungliga kanalen mellan Thieu och Houdeng-Goegnies har en stigning på 66 meter över en längd på 6 790 meter, vilket är för mycket för slussar. Därför har denna del fyra hydrauliska båtlyft som dateras till 1888 till 1917. Dessa fyra slussar är de som ingår i världsarvet.
För den kommersiella trafiken har den gamla kanalen sedan 2002 ersatts med en större parallell kanal.

## Gamla kanalen
I århundraden ville Belgiska folket ha en vattenväg i inlandet som kunde förbinda floden Meuse med Scheldt. Höjdskillnaden på 96 meter mellan de båda vattendragen skulle dock kräva 32 slussar, vilket inte var möjligt med hänsyn till kanalens längd som skulle bli 7 km. 1879, antog Myndigheten för offentliga arbeten ett förslag av Edwin Clark  som använde båtlyftar istället för slussar. Försla lyften (Houdeng-Goegnies) byggdes mellan 1885 och 1888. Den invigdes 4 juni 1888 av Leopold II av Belgien. Tre andra båtlyftar stod slutligen klara 1917 och togs i bruk 1919. Det fanns flera orsaker till denna försening. Mellan 1894 och 1911, ifrågasattes det ekonomiska behovet för kanalen gång på gång. 1914, när tre båtlyftar i stort sett var klara, inleddes det första världskriget.
Lyftarna kom delvis att vara inspiration till Peterborough Lift Lock och Kirkfield Lift Lock i Kanada och i slutet av 1800-talet gjorde dess konstruktör Richard Birdsall Rogers studiebesök.
Lyftslussarna fick världsarvsstatus 1998. Av de 8 hydrauliska lyftslussarna byggda i slutet av 1800-talet och början av 1900-talet är de fyra slussarna de enda som ännu fungerar i sin ursprungliga form.
Sedan 2002 används slussarna endast av fritidsbåtar. Den kommersiella trafiken går vid sidan om genom den enorma båtlyften Strépy-Thieu, som lyfter båtarna 73 meter och var den högsta i sitt slag när den stod klar.
Efter en olycka 2002, då en felaktigt fungerande lyft började stiga samtidigt som en motorpråm skulle lämna slussen, togs lyft nummer 1 ur tjänst. Under reparationsarbetena som påbörjades 2005, genomfördes en omfattande restaurering. Restaureringsarbeten på sluss 1 och 4 pågick ännu 2008.

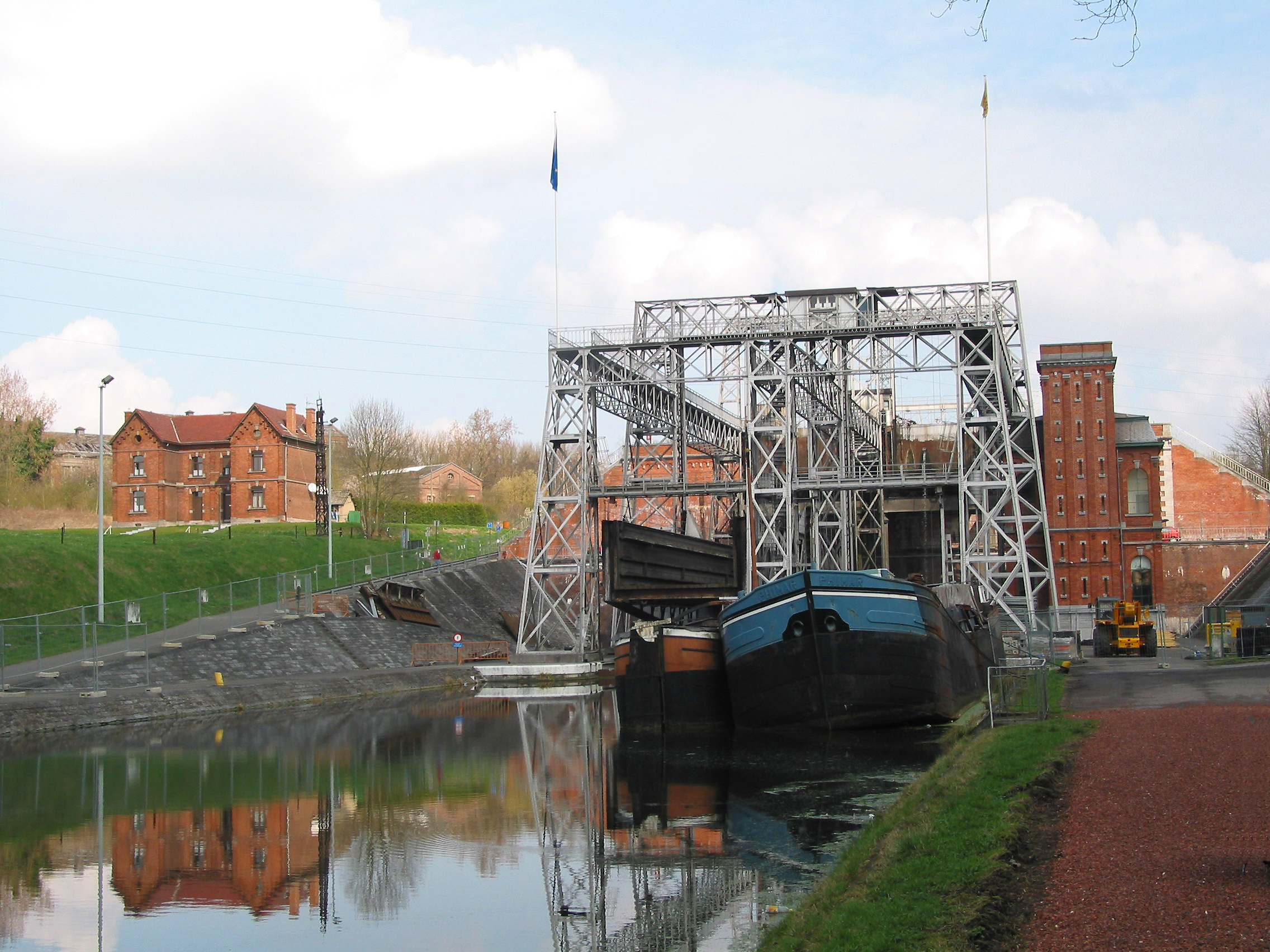
1. Houdeng-Goegnies
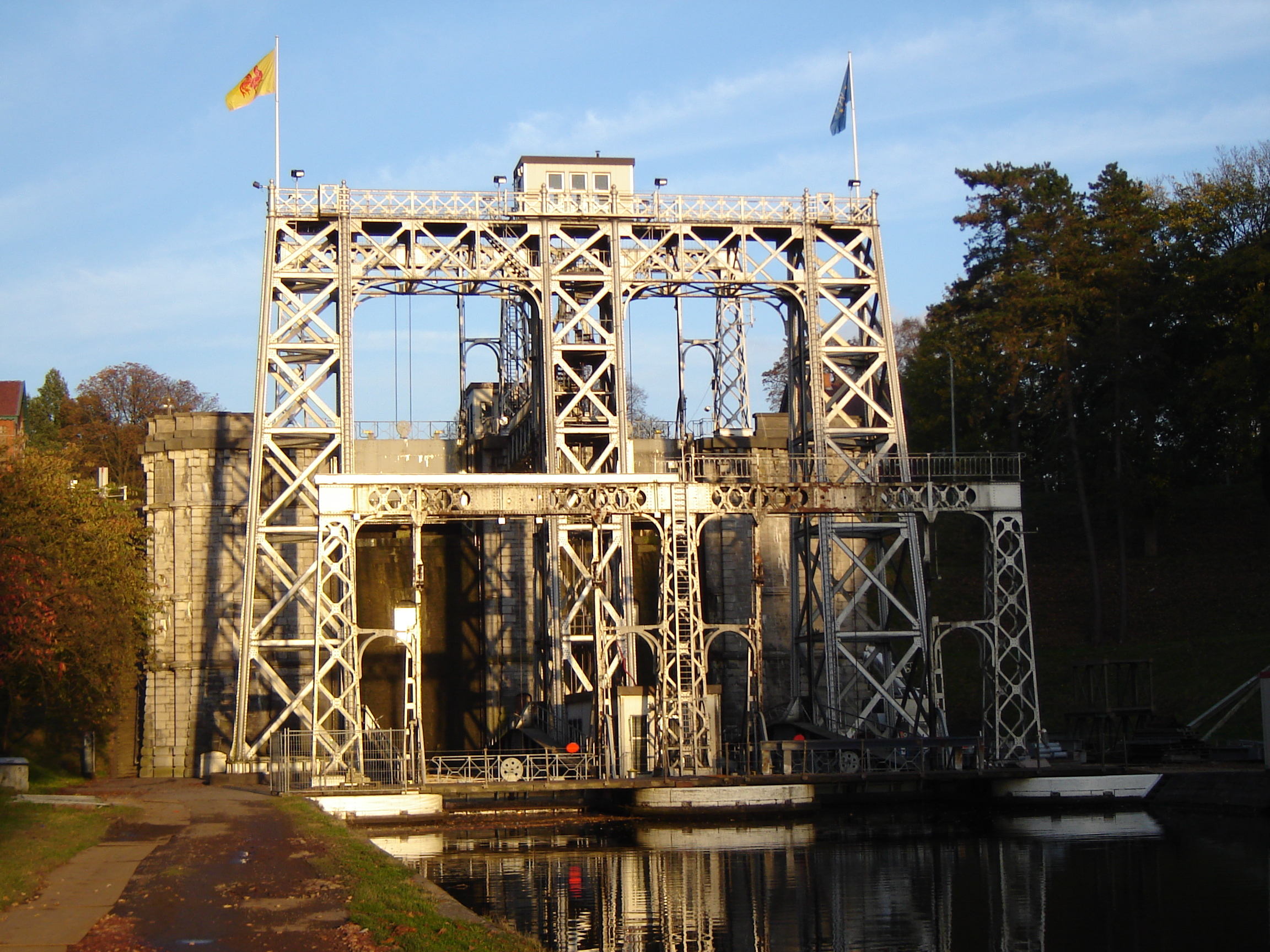
2. Houdeng-Aimeries
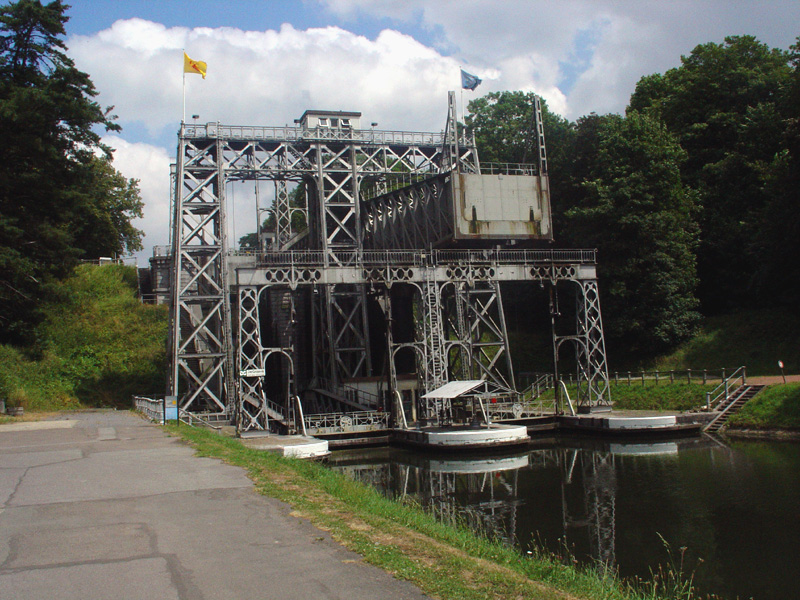
3. Strépy-Bracquegnies
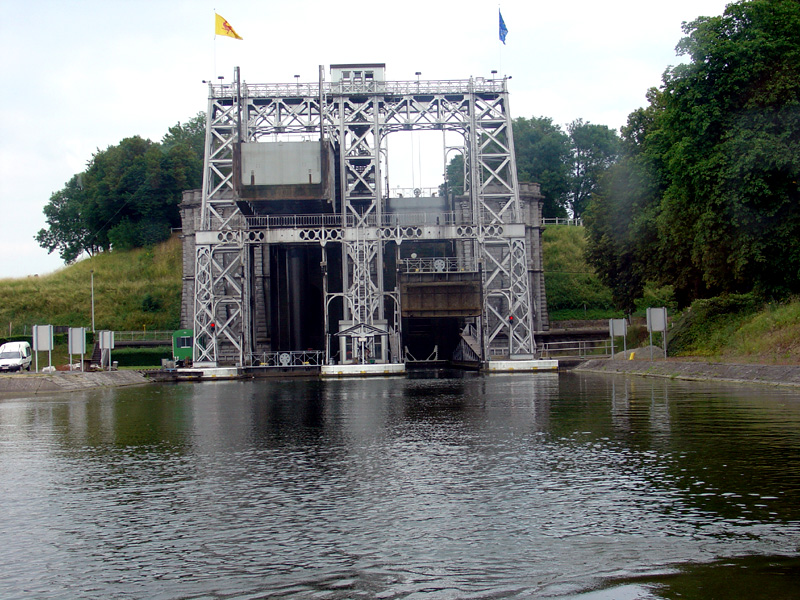
4. Thieu

## Nya kanalen

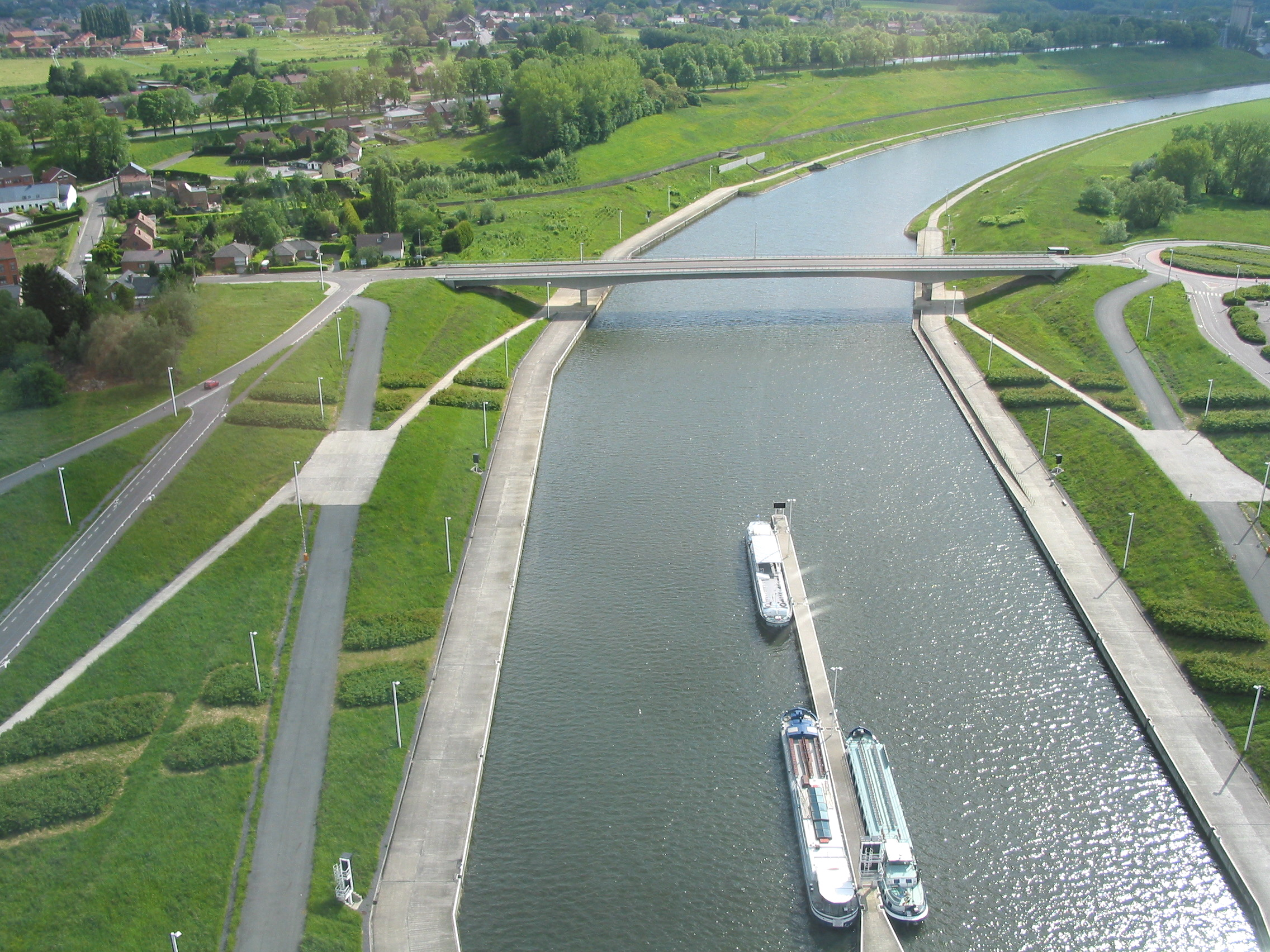
Vy över nya kanaldelen, från båtlyften Strépy-Thieu

Den gamla kanalen kunde hantera båtar med ett deplacement på upp till 350 ton. 1957 antog Belgiens parlament en lag som gjorde det möjligt att genomföra en stor utökning av kanalen, vilket ökade maximala deplacementet till 1 350 ton. I sammanhanget, beslutades att ändra kanalens lopp, istället för att utöka den hela dess dåvarande längd.  Ett utmärkande drag för den utvidgade kanalen var båtlyften Strépy-Thieu som ersatte de fyra mindre båtlyftarna och en eller två slussar som funnits i den gamla kanalen.
Nya Canal du Centre öppnades för båttrafik med ett deplacement på upp till 1 350 ton i september 2002. Mellan 2002 och 2004 ökade antalet passager från 1 531 till 4 041 medan tonnaget ökade från 282 000 till 1 513 000.